# フェルディナント・ベルンハルト・フィーツ
フェルディナント・ベルンハルト・フィーツ（Ferdinand Bernhard Vietz、1772年11月18日 - 1815年12月15日）はウィーン生まれのオーストリアの植物学者である。ウィーン大学で、薬理学の教授などを務めた。1800年から1822年の間に11巻の薬用植物や栽培植物に関する図鑑、"Icones Plantarum Medico-Oeconomico-Technologicarum cum Earum Fructus ususque Descriptione"を編纂した。""Icones Plantarum Medico-Oeconomico-Technologicarum"は、19世紀の初めの薬剤師の参照用に用いられた。1100の手彩色の銅版画はイグナーツ・アルベルティ（Ignaz Alberti）が描いた。完成したのはフィーツが早逝した後である。
第1巻と2巻はラテン語とドイツ語が併記され、3巻から11巻はドイツ語のみの表記となった。11巻はジョセフ・ローレンツ・ケンドル（Joseph Lorenz Kendl）による補足がつけられた。第1巻には、参照した書誌の一覧と後援者の一覧と神聖ローマ皇后、マリア・テレジアへの献辞がある。この書で現存するものは極めて少なく、ロンドン自然史博物館が所有するが、ロンドン自然史博物館はイギリスの他の公共ライブラリーには存在せず3組が北アメリカの図書館にあるがその内の2組は修復が必要なものであり、オーストリア国立ライブラリに一部があるだけとしている。

## 著書の図版の画像

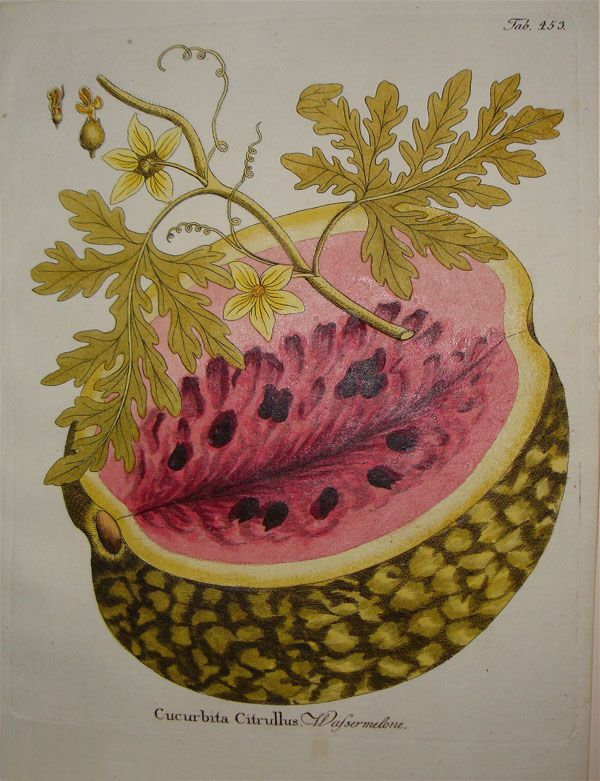
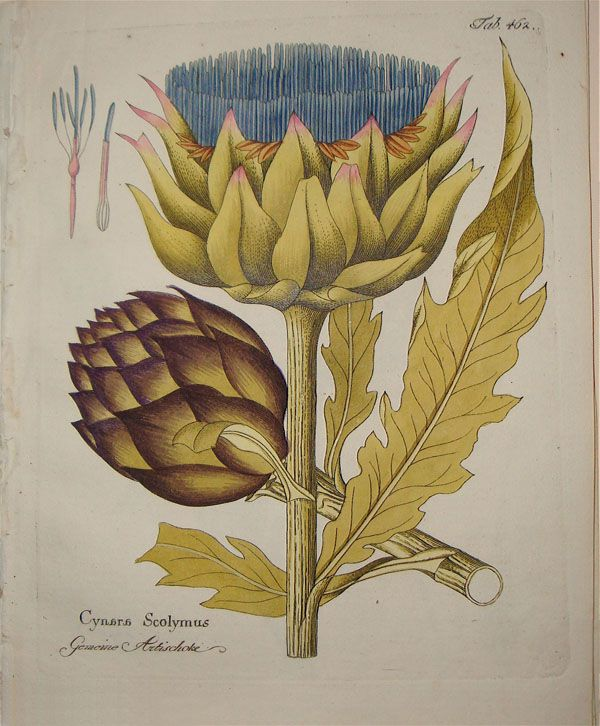
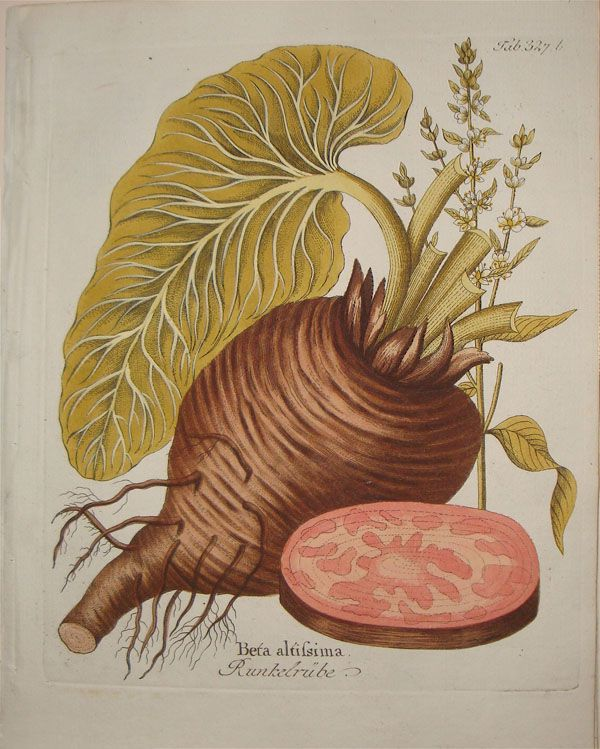
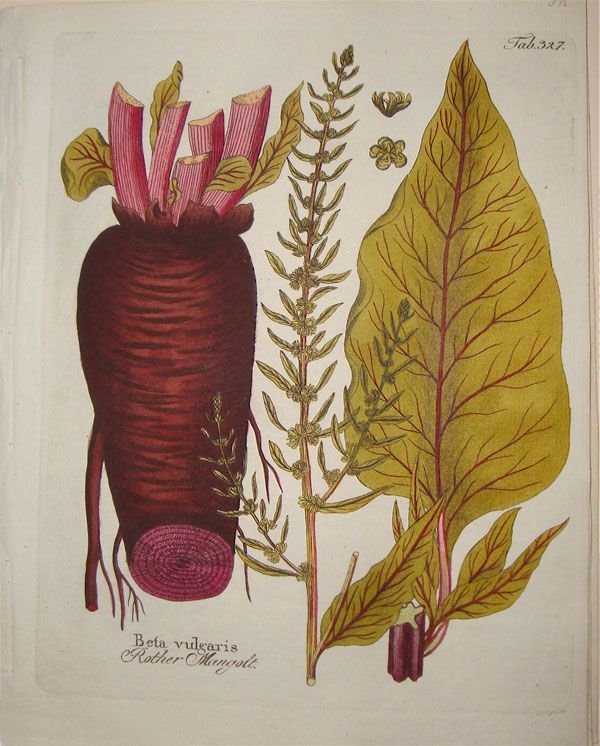
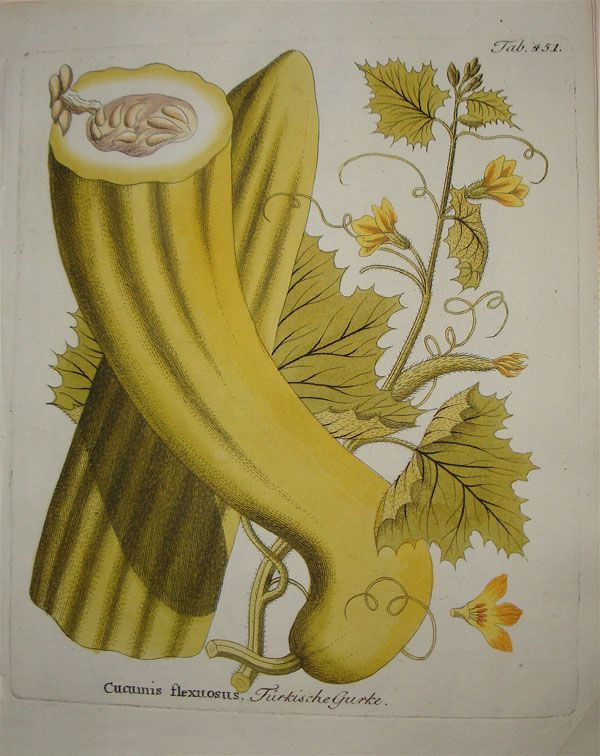